# Hilary Swank
Hilary Ann Swank (Lincoln, 30 de julho de 1974) é uma atriz norte-americana, duplamente vencedora do Oscar de melhor atriz por sua atuação nos filmes Boys Don't Cry, de 1999 e Million Dollar Baby, de 2004. Recebeu uma estrela na Calçada da Fama de Hollywood em 2007.
Pouco antes de completar os nove anos, Hillary foi descoberta pela produtora Suzy Sachs. Atriz profissional desde os dezesseis anos, mudou-se de sua cidade natal para Los Angeles, onde alavancou sua carreira fazendo uma pequena ponta no filme Buffy the Vampire Slayer e, dois anos depois, fazendo The Next Karate Kid (br: Karatê Kid 4 - A Nova Aventura). Continuou fazendo filmes menos conhecidos e também fez parte do elenco da série Beverly Hills, 90210 (br: Barrados no Baile / pt: Febre Em Beverly Hills).
Além do Oscar pela participação nos filmes Million Dollar Baby e Boys Don't Cry, foi-lhe atribuído o Globo de Ouro de melhor atriz em ambos os filmes.

## Biografia
Hilary Swank nasceu na localidade de Lincoln (Nebraska). Filha de uma dançarina e de um oficial norte-americano, Hillary cresceu num trailer no Lago Samish, em Washington. Quando tinha nove anos, Hilary fez sua primeira aparição no palco, estrelando em The Jungle Book e, a partir de então, envolveu-se com o teatro e outras artes. Durante o período escolar, Hilary chegou a vencer várias competições atléticas estaduais.
Seus pais se divorciaram quando ela tinha treze anos, mas sua mãe continuou apoiando-a no seu desejo de ser atriz. Perseguindo este sonho, Hilary e sua mãe mudaram-se para Los Angeles e tiveram de morar num carro até que ambas conseguiram dinheiro e alugaram um apartamento. Mais tarde, Hilary ingressou na South Pasadena High School e começou a atuar profissionalmente.
Hillary foi casada com o ator Chad Lowe de 1997 a 2007.

### Vida profissional
A produção cinematográfica The Next Karate Kid (br: Karatê Kid - Uma Nova Aventura), de 1994 - o quarto filme da franquia - teve como protagonistas Hilary Swank e Pat Morita. Já em 1997, Hilary foi cotada para viver uma mãe solteira na série Beverly Hills, 90210, conhecida no Brasil como Barrados no Baile. Sua personagem inicialmente foi um sucesso, mas tempo depois Hilary foi desligada do elenco principal.
Mas sua saída da televisão não foi o fim de tudo. Hilary foi cotada para o elenco de Boys Don't Cry (Garotos não Choram, no Brasil). Hilary recebeu boas críticas por sua atuação louvável neste filme, sendo eleita a melhor performance de 1999. Seu trabalho rendeu-lhe o primeiro Oscar na categoria de melhor atriz no ano seguinte. Tempo depois, Hilary também conquistou o Globo de Ouro por sua personagem em Million Dollar Baby ou Menina de Ouro, de Clint Eastwood.
Hilary, então, tornou-se uma das poucas atrizes a serem contempladas em mais de uma ocasião com o Oscar, juntando-se a grandes estrelas como Luise Rainer, Bette Davis, Olivia de Havilland, Vivien Leigh, Ingrid Bergman, Elizabeth Taylor, Glenda Jackson, Jane Fonda, Sally Field, Jodie Foster, Meryl Streep e Frances McDormand na lista das atrizes a receber por duas vezes o Oscar de melhor atriz, apesar de a recordista deste feito ser Katharine Hepburn, que venceu o prêmio em quatro ocasiões. Vale lembrar que Swank havia ganho apenas 75 dólares por dia por seu trabalho em Boys Don't Cry, culminando em um total de 3 000 dólares de cachê.

## Filmografia

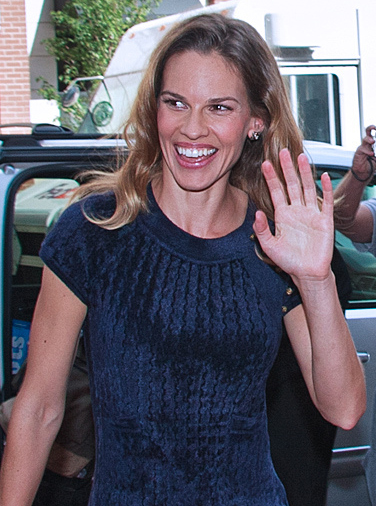
Swank no TIFF (Toronto International Film Festival) em setembro de 2010

| Ano  | Título original                        | Personagem                 | Notas e prêmios |
| ---- | -------------------------------------- | -------------------------- | --- |
| 1990 | ABC TGIF                               | Danielle                   | série de televisão |
| 1991 | Evening Shade                          | Aimee nº1 (1991-1992)      | série de televisão |
| 1991 | Harry and the Hendersons               | série de televisão         | |
| 1991 | Growing Pains                          | Sasha Serotsky (1991-1992) | série de televisão |
| 1992 | Camp Wilder                            | Danielle                   | série de televisão |
| 1992 | Buffy the Vampire Slayer               | Kimberly Hannah            | |
| 1994 | The Next Karate Kid                    | Julie Pierce               | |
| 1994 | Cries Unheard: The Donna Yaklich Story | Patty                      | filme para TV |
| 1996 | Sometimes They Come Back… Again        | Michelle Porter            | |
| 1996 | Terror in the Family                   | Deena Martin               | filme para TV |
| 1996 | Kounterfeit                            | Colleen                    | |
| 1997 | Quiet Days in Hollywood                | Lolita                     | |
| 1997 | The Sleepwalker Killing                | Lauren Schall              | série de televisão |
| 1997 | Leaving L.A.                           | Tiffany Roebuck            | série de televisão |
| 1997 | Dying to Belong                        | Lisa Connors               | série de televisão |
| 1997 | Beverly Hills, 90210                   | Carly Reynolds             | série de televisão |
| 1998 | Heartwood                              | Sylvia Orsini              | |
| 1999 | Boys Don't Cry                         | Brandon Teena              | Oscar de melhor atriz Globo de Ouro de melhor atriz em filme dramático Indicada - SAG de melhor atriz principal em cinema Indicada - BAFTA de melhor atriz |
| 2000 | The Gift                               | Valerie Barksdale          | |
| 2000 | The Audition                           |                            | curta-metragem |
| 2001 | The Affair of the Necklace             | Jeanne St. Rémy de Valois  | |
| 2002 | The Space Between                      |                            | curta-metragem |
| 2002 | Insomnia                               | Detetive Ellie Burr        | |
| 2003 | 11:14                                  | Buzzy                      | também produtora executiva |
| 2003 | The Core                               | Major Rebecca Childs       | |
| 2004 | Million Dollar Baby                    | Maggie Fitzgerald          | Oscar de melhor atriz SAG de melhor atriz principal em cinema Globo de Ouro de melhor atriz em filme dramático                                             |
| 2004 | Red Dust                               | Sarah Barcant              | |
| 2004 | Iron Jawed Angels                      | Alice Paul                 | Indicada - SAG de melhor atriz em minissérie ou filme para televisão filme para TV                                                                         |
| 2006 | The Black Dahlia                       | Madeline Linscott          | |
| 2007 | Freedom Writers                        | Erin Gruwell               | também produtora executiva |
| 2007 | The Reaping                            | Professor Katherine Winter | |
| 2007 | P.S. I Love You                        | Holly Kennedy              | |
| 2008 | Birds of America                       | Laura                      | |
| 2009 | Amelia                                 | Amelia Earhart             | |
| 2010 | Conviction                             | Betty Anne Waters          | Nomeada - SAG de melhor atriz principal em cinema |
| 2010 | The Resident                           | Dr. Juliet Dermer          | |
| 2011 | New Year's Eve                         |                            | |
| 2013 | Mary and Martha                        | Mary                       | filme para TV |
| 2014 | The Homesman                           | Mary Bee Cuddy             | |
| 2014 | You're Not You                         | Kate                       | também produtora executiva |
| 2015 | Lauda: The Untold Story                | Ela mesma                  | Documentário |
| 2017 | Logan Lucky                            | Agente Sarah Grayson       | |
| 2017 | 55 Steps                               | Colette Hughes             | |
| 2018 | What They Had                          | Bridget Ertz               | Também produtora |
| 2019 | I am Mother                            | Woman                      | |
| 2020 | Away                                   | Emma Green                 | série de televisão |

## Prêmios e Indicações

#### Oscar
| Ano  | Categoria    | Indicação           | Notas  |
| ---- | ------------ | ------------------- | ------ |
| 2000 | Melhor Atriz | Boys Don't Cry      | Venceu |
| 2005 | Melhor Atriz | Million Dollar Baby | Venceu |

#### Globo de Ouro
| Ano  | Categoria                               | Indicação           | Notas    |
| ---- | --------------------------------------- | ------------------- | -------- |
| 2000 | Melhor Atriz em Filme Dramático         | Boys Don't Cry      | Venceu   |
| 2005 | Melhor Atriz em Filme Dramático         | Million Dollar Baby | Venceu   |
| 2005 | Melhor Atriz em Minissérie ou Telefilme | Iron Jawed Angels   | Indicado |
| 2023 | Melhor Atriz em Série Dramática         | Alaska Daily        | Indicado |

#### SAG Awards
| Ano  | Categoria                               | Indicação           | Notas    |
| ---- | --------------------------------------- | ------------------- | -------- |
| 2000 | Melhor Atriz Principal                  | Boys Don't Cry      | Indicado |
| 2005 | Melhor Elenco em Cinema                 | Million Dollar Baby | Indicado |
| 2005 | Melhor Atriz Principal                  | Million Dollar Baby | Venceu   |
| 2005 | Melhor Atriz em Minissérie ou Telefilme | Iron Jawed Angels   | Indicado |
| 2011 | Melhor Atriz Principal                  | Conviction          | Indicado |

#### BAFTA
| Ano  | Categoria    | Indicação           | Notas    |
| ---- | ------------ | ------------------- | -------- |
| 2001 | Melhor Atriz | Boys Don't Cry      | Indicado |
| 2005 | Melhor Atriz | Million Dollar Baby | Indicado |

Em dezembro de 2015, foi eleita uma das 100 mulheres mais influentes do mundo pela BBC.